# Zeitschrift für Schadensrecht
Die Zeitschrift für Schadensrecht (ZfS) ist eine juristische Fachzeitschrift in Deutschland. Sie erscheint seit 1979 monatlich im Deutscher Anwalt Verlag.
Die ZfS befasst sich mit den Gebieten Schadensrecht, Versicherungsrecht und Verkehrsrecht. Nach Verlagsangaben werden vor allem die Bereiche Schadensersatz (u. a. materielles Haftungsrecht bei Personen- und Sachschäden), Vertragsrecht, Prozessrecht, Versicherung (u. a. Unfall-, Sach-, Kasko-, Berufsunfähigkeits- und Rechtsschutzversicherung), Verkehrsstraf- und -ordnungswidrigkeiten (vor allem im Verkehr), Verkehrsverwaltungsrecht (u. a. Fahrerlaubnisentzug) sowie Kosten und Gebühren abgedeckt.
Die Schriftleitung (Stand September 2010) besteht aus Hans Jürgen Bode, Heinz Diehl, Georg Greißinger, Heinz Hansens, Klaus-Ludwig Haus, Roland Rixecker, Klaus Schneider.
Herausgeber (Stand September 2010) ist der Geschäftsführende Ausschuss der Arbeitsgemeinschaft Verkehrsrecht im Deutschen Anwaltverein  Michael Bücken, Michael Burmann, Jörg Elsner, Frank Häcker, Eckhard Höfle, Oskar Riedmeyer, und Klaus Schneider.